# 李錫漢
吏判李锡汉（1614年—1677年），朝鲜凝川君李潡次子，母星山君夫人李氏。

## 家庭成员
- 贞夫人金氏（1609-1649），金光翼김광익的女儿。
- 侧室良女次英 차영 
  - 李弘逸 이홍일（1640-1718）吏判李锡汉长子，母贞夫人金氏。出继大伯李挺汉为养子。
  - 贞夫人兪氏（1643-1718）正郞兪椮유삼的女儿。
  - 李弘达 이홍달（1645-1662）吏判李锡汉次子，母贞夫人金氏。
  - 李弘述 이홍술（1647-1722）吏判李锡汉三子，母贞夫人金氏。
  - 李弘選 이홍선 （1652-1725）吏判李锡汉四子，母侧室良女次英。
  - 李弘邁 이홍매 （1655-1743）吏判李锡汉五子，母侧室良女次英。
  - 李弘遂 이홍수 （1669-1723）吏判李锡汉六子，母侧室良女次英。
  - 长女，母贞夫人金氏，嫁進士陽川人許堤。
  - 次女，母贞夫人金氏，嫁全義人李萬憲。
  - 三女，母侧室良女次英，嫁坡平人尹攬。
  - 四女，嫁淸州人淸興君韓載衡。
  - 五女，嫁承旨原州人元聖兪。